# مقاطعة بولوك (ألاباما)
مقاطعة بولوك (بالإنجليزية: Bullock County, Alabama)‏ هي إحدى مقاطعات ولاية ألاباما في الولايات المتحدة. تأسست سنة 1866، بلغ عدد سكانها 10914 نسمة في عام 2010 حسب إحصاء مكتب تعداد الولايات المتحدة وتصل الكثافة السكانية فيها 6.7 نسمة/كم2.

## أعلام
- ثيودور أوهارا
- وينتون بلونت

## وصلات خارجية
- http://www.bullockcountyal.com/